# Angaha
Angaha è una città di Tonga di 364 abitanti. La città è il principale centro del distretto di 'Eua Fo'ou.

## Storia
Il villaggio è stato costruito nel 1948 da persone provenienti da Niuafoʻou che sono state spostate ad ʻEua dopo un'eruzione vulcanica. Il villaggio è stato chiamato come Angahā, il capo villaggio di Niuafoʻou.

## Popolazione
Secondo il censimento del 2021 la popolazione di Angaha ammontava a 364 abitanti.